# آقای گل
آقای گل به فردی خطاب می‌شود که در مسابقات تیم خود بیش‌ترین گل زده را در بین سایر بازیکنان تمامی تیم‌های شرکت‌کننده داشته باشد.
از این اصطلاح بیشتر در مسابقات فوتبال استفاده می‌شود.
هم‌اکنون آقای گل فوتبال جهان در رتبۀ اول کریستیانو رونالدو با ۱۳۸ گل از پرتغال، در رتبۀ دوم لیونل مسی با ۱۱۳ گل از آرژانتین و در رتبۀ سوم علی دایی با ۱۰۹ گل از ایران می‌باشد.